# Mi amigo Félix
Mi amigo Félix es una canción infantil interpretada por el dúo español Enrique y Ana y publicada en 1980.

## Historia
La canción se compuso en homenaje al popular naturalista Félix Rodríguez de la Fuente, trágicamente fallecido en accidente de avión en marzo de ese mismo año, cuando grababa nuevas emisiones de su programa de televisión El hombre y la Tierra. Rodríguez de la Fuente se había al principio dado a conocer con el apodo El amigo de los animales.
Lanzada inicialmente como sencillo, posteriormente se incluyó como canción de cierre del álbum Multiplica con Enrique y Ana, en lugar de la inicialmente prevista.
En el tema, se repasa toda la lista de animales salvajes que presentan su dolor ante la marcha del comunicador que más había hecho hasta el momento por acercar la vida en la naturaleza a los hogares españoles a través de la pequeña pantalla. Se trata del mayor éxito en la carrera de Enrique y Ana.
En cuanto a la autoría, la música corresponde a Alfredo Araujo y la letra a Francisco Dondiego, pese a que algunas fuentes la atribuyen erróneamente  a la poetisa Gloria Fuertes (autora, por otra parte, de la letra del resto de temas del álbum).

## Versiones
Versionada por la banda infantil española Regaliz en el cassette Mi amigo Félix (1980) de Discos Belter.